# ريج وايتهيد
ريج وايتهيد (بالإنجليزية: Reg Whitehead)‏ هو لاعب كرة قدم أسترالية أسترالي، ولد في 25 أبريل 1899 في ريتشموند ‏ في أستراليا، وتوفي في 25 ديسمبر 1963 في Heidelberg, Victoria ‏ في أستراليا.

## وصلات خارجية
- ريج وايتهيد على موقع AustralianFootball.com (الإنجليزية)
- ريج وايتهيد على موقع AFLtables.com (الإنجليزية)